# Cormura
Cormura es un género de murciélagos de la familia Emballonuridae. El nombre del género viene del griego kormos que significa tronco y oura que significa cola.
Es un género monotípico, la única especie perteneciente a él es: Cormura brevirostris Wagner, 1843.

## Especies
- Cormura brevirostris

## Rango y hábitat
Estos murciélagos se encuentran en Centro y Sur América. Suelen habitar en bosques húmedos. 